# 阿部寛
阿部 寛（あべ ひろし、1964年〈昭和39年〉6月22日 -  ）は、日本の俳優。
神奈川県横浜市出身。オフィスA所属。

## 略歴

### モデル時代
3人兄弟の末っ子として生まれる。横浜市立三ツ沢小学校、横浜市立松本中学校、神奈川県立白山高等学校、一浪を経て中央大学理工学部電気工学科卒業。
中央大学理工学部に在学中の1985年、姉に勧められて優勝賞品である車ほしさに「集英社第3回ノンノボーイフレンド大賞」に応募し優勝。以降、雑誌『ノンノ』『メンズノンノ』のカリスマモデルとして活躍した。
1987年に南野陽子の主演映画『はいからさんが通る』で俳優デビュー。また、アイドルとして1988年にアルバムをリリースした。

### 不遇の時
しかし、それ以降は俳優を主として活動するも、ファッションモデル出身という肩書きと顔立ちから、ありきたりな（本人は当時の事を「フェラーリで乗り付けるような」と語っている）二枚目の役しか与えられなかった。更に、背が高すぎるために女性とのツーショットが撮りにくいという問題が浮上。次第にドラマの仕事が減る。また、「モデル時代のノリ」で共演者の沢口靖子と付き合ってみたいという下心から、スタッフやマネージャーたちのいる前で「今度花火見に行かないか」と声をかけた。その結果、2～3日後にはスポーツ紙に「人気女優をナンパしようとした、札つきのプレーボーイという記事」が出てしまい、ほかの女優と噂が流れるたびに「新しい愛」「三角関係」などと書かれてしまったと自身の著書の中で振り返っている。
それらの影響から3年間は仕事に恵まれず、パチンコで生計を立てていた。この頃に古武術を始め、後の仕事へつながる。この頃、投資用にマンションを購入。バブル崩壊による不動産価値下落、自身の人気低下もあり、大借金を抱えてしまう。
追い討ちを掛けるように、「かつて一世を風靡した有名人」を捜索するバラエティ番組『あの人は今!?』の取材で捜索対象になってしまい、一念発起した。本人の著作によれば、1992年にNHKドラマ『チロルの挽歌』に高倉健が主演するという話を聞くと、名前のつかない端役にもかかわらず出演を希望、何か小さいことでもヒントを得ようとしたとされる。

### 転換期
1993年、つかこうへい作・演出の舞台『熱海殺人事件 モンテカルロ・イルージョン』でバイセクシュアルの部長刑事役で主演。
1994年、『しのいだれ』（細野辰興監督作品）で、憧れだった役所広司と共演を果たし、『凶銃ルガーP08』と2本併せて日本映画プロフェッショナル大賞・特別賞を受賞。
1995年のNHK大河ドラマ『八代将軍吉宗』で有能な老中松平乗邑役を演じたのを皮切りに、時代劇への出演も増え、特に大河ドラマにはその後『元禄繚乱』（1999年）、『武蔵 MUSASHI』（2003年）、『義経』（2005年）、『天地人』（2009年）などで重要な役どころとして立て続けに出演した。

### 再ブレイク
脇役として一定の地位を確保した2000年、仲間由紀恵と共演したドラマ『TRICK』では、劇中で自身のモデル時代の写真を自虐ネタとして多用するなど、徹底して三枚目の役を演じたことが功を奏して、『TRICK』シリーズは大ヒットして阿部も再び注目されるようになった。
また、2005年に出演した映画『姑獲鳥の夏』がきっかけで、京極夏彦の著作である『百器徒然袋――雨』のあとがきを担当。映画に出演しての感想を書いている。
テレビドラマ『結婚できない男』での演技が、「2006年上半期がんばった大賞」で、FNSがんばった大賞を受賞。『結婚できない男』とは逆のホームコメディードラマである『アットホーム・ダッド』でも、主人公を演じる。
バブル当時の人気を買われ、2007年公開の映画『バブルへGO!! タイムマシンはドラム式』に出演。
2006年3月11日公開のアニメ映画『真救世主伝説 北斗の拳 〜ラオウ伝 殉愛の章〜』のケンシロウ役の声優を担当した。

### その後の活躍
2012年には、映画『テルマエロマエ』にて、「古代ローマ帝国の浴場設計技師」を演じ、第34回ヨコハマ映画祭 主演男優賞、第55回ブルーリボン賞 主演男優賞、第36回日本アカデミー賞 最優秀主演男優賞を受賞。
2018年2月6日、電気製品発表会イベントのため台湾に滞在していた際、花蓮県沖を震源とするマグニチュード6.0の地震が発生、ホテルなどの建物が倒壊、死者も発生する惨事となったことを受け（花蓮地震）、1000万円を寄付することをイベント司会者を通じ発表し、3月1日に東京都港区の台北駐日経済文化代表処で1000万円を手渡しで寄付した。
2022年7月23日 (日本時間)、米国で開催中のニューヨーク・アジアン映画祭で、スター・アジア賞を日本人として初受賞した。
2023年、デビュー以来在籍していた茂田オフィスが茂田遙子社長の勇退により閉鎖され、新しく設立したオフィスAが引き継ぐこととなった。

## 人物
- 身長は189cm、主な愛称は「アベカン（さん）」、趣味はテニス、古武術[1]。血液型はA型[1]。
- 女優の仲間由紀恵とはドラマ『トリック』で共演していた[12]。尊敬する俳優は大滝秀治で、「本当に会えて良かった」と話している[13]。その大滝とは『最後の弁護人』で共演した。
- 父親も兄弟も背は高くなく、家族の中で阿部だけが高身長である[4]。
- 焼き芋が大好物で、多い時には「1日3〜4本食べる」のだと2018年頃から語っている。スーパーに行くたびに大量に買い占めてしまうため、阿部が来店したときは店員から焼き芋を隠されてしまうようになっているという[14]。
- 1998年に出版した自身のエッセイ『アベちゃんの悲劇』（集英社）の中で「一時期本当に卑怯ないじめっこだったね、僕は。何だかんだ理由を付けて必ずいじめるターゲットを見つけてたから」と学生時代に同級生をいじめていた時期があったと振り返っている[15][16]。
- 2022年1月14日放送の『ラヴィット!』で自身のモノマネをしている都留拓也（ラパルフェ）と共演した際、「ちょっともう少し滑舌よく…」と注意しようとしたところ「滑舌」を噛んでしまいスタジオの爆笑を誘った[17]。
- 顔があまりにも濃すぎるため映画「テルマエ・ロマエ」に出演した際には「ローマ人よりローマ人」と言われた。

### 私生活
40歳を越えてなお独身で、目立った恋愛報道も無いところに主演ドラマ『結婚できない男』での演技が評判となり、そうしたイメージがさらに定着していた中、2007年11月20日、15歳年下の当時28歳の女性との結婚を記者会見で発表した。
会見では、『結婚できない男』にちなみ、「『結婚できない男』が結婚することになりました」と述べて、会場の笑いを誘った。5年ほど前に友人の食事会で出会い、1年前に阿部がメールをしたことから交際に発展、結婚の理由については「僕にとってかわいい人。価値観が合って、年齢差を感じない」とのこと。
2008年2月に入籍。2011年6月23日、第1子（長女）が誕生。2012年11月1日、第2子（次女）が誕生。

### ホームページについて
- 自身のWebサイトである「阿部寛のホームページ」は、シンプルで軽量かつ全体表示が世界屈指の速さを誇ることで知られ、どのページもほぼ瞬時に表示される[20]。そのため、通信回線の不安定なネットユーザーがベンチマークとしてこのサイトを用いることがある[21][22][23]。
- 元々はファンサイトであったが、そのまま本人と所属事務所から公式に承諾を得たことで公式サイトとなった[24]。
- 阿部寛本人が、「阿部寛のホームページ」を非常に気に入っているという[25]。

## 出演
※太字は主演作品。

### テレビドラマ
出典:
- 恋をしましょう（1988年3月27日、日本テレビ） - ※ドラマデビュー作
- 風に恋して（1989年1月2日、テレビ朝日）
- 花嵐の森ふかく（1989年7月16日 - 9月24日、日本テレビ） - 正田壮一郎 役
- 24時間テレビ 「愛は地球を救う」 二十歳 もっと生きたい（1988年8月27日、日本テレビ）
- 俺たちの時代（1989年10月6日 - 12月22日、TBS）
- ドラマチック22 恋の街 東京（1989年11月18日、TBS）
- ドラマチック22 なかよし（1990年3月3日、TBS）
  - なかよし2 恋の手ほどき（1990年12月15日、TBS）
- Y殺人事件 -湯けむりスキーと女子大生!?-（1990年3月29日、TBS） - 朱雀秀介 役
  - Hは謎のイニシアル 女子短大生の愛のゆくえ -H殺人事件-（1991年3月29日）
- ドラマチック22 めざせ!イカ天 ロックンOL物語（1990年5月12日、TBS） - 本田一葉 役
- ぼくが医者をやめた理由（1990年5月27日 - 7月8日、テレビ東京）
- 愛してるよ!先生（1990年7月10日 - 8月28日、TBS） - 武上仁 役
- 仕掛人・藤枝梅安シリーズ（1990年 - 1993年、フジテレビ） - 小杉十五郎 役
  - 仕掛人・藤枝梅安 梅安流れ星（1991年10月23日）
  - 仕掛人・藤枝梅安 梅安迷い箸（1991年10月30日）
  - 仕掛人・藤枝梅安 さみだれ梅安（1991年11月6日）
  - 仕掛人・藤枝梅安 対決（1993年10月6日）
- 熱血!新入社員宣言（1991年4月9日 - 6月25日、TBS） - 河合雅彦 役
- 世にも奇妙な物語（フジテレビ）
  - 「ま・ば・た・き」（1991年8月29日） - 主演・向井達郎 役※ドラマ初主演作
  - 「ゴムゴムの男」（2015年4月11日） - 主演・鬼頭謙 役
- 付き馬屋おえん事件帳スペシャル「美しき女郎蜘蛛の挑戦!」（1992年4月3日、テレビ東京） - 又之助 役
- 土曜ドラマ（NHK総合）
  - チロルの挽歌（1992年4月11日・18日） - 作業員C 役
  - 新十津川物語（1992年） - 吉永吾郎 役
  - エトロフ遥かなり（1993年11月13日 - 12月4日） - 浜崎（エトロフ島勤務の海軍中尉） 役
- 奇妙な夜（1992年7月5日、TBS）
- ル・マンへ熱き涙を（1992年、テレビ朝日） - マツダの参戦記をドラマ化したもの。
- 土曜ワイド劇場 新宿ラブストーリー事件簿シリーズ（1992年 - 1996年、ABC） - 主演・元村大作 役
  - 新宿ラブストーリー事件簿 第1弾（1992年1月18日）
  - 新宿ラブストーリー事件簿 第2弾（1996年1月20日）
- 運命峠 （1993年1月6日、フジテレビ）- 柳生十兵衛
- あの頃のあなたへ（1993年3月4日、日本テレビ）
- 朝の連続ドラマ パパっ子ちゃん（1993年3月 - 8月、読売テレビ）
- 美徳のよろめき（1993年6月28日 - 7月5日、テレビ東京）
- 裸の大将放浪記 第66話「1万羽のツルをサギ師に渡すな」（1994年、関西テレビ）
- 総務課長戦場を行く! （1994年8月12日、フジテレビ）
- 土曜時代劇 大江戸風雲伝（1994年4月8日 - 7月15日、NHK総合） - 松平定信 役
- 彼と彼女の事情（1994年4月14日 - 7月7日、テレビ朝日） - 江原尚 役
- 月曜ドラマスペシャル 西村京太郎サスペンス・十津川警部シリーズ（TBS）
  - 十津川警部シリーズ5 会津高原殺人事件（1994年8月1日） - 高沢明 役
  - 十津川警部シリーズ7 豪華特急トワイライト殺人事件（1995年1月2日） - ウェイター 役
- ドラマ新銀河（NHK総合）
  - くろしおの恋人たち（1994年） - 鳥山隆 役
  - 時の王様（1996年7月15日）
- 大河ドラマ（NHK総合）
  - 八代将軍吉宗（1995年1月8日 - 12月10日） - 松平乗邑 役
  - 元禄繚乱（1999年1月10日 - 12月12日） - 堀部安兵衛 役
  - 武蔵 MUSASHI （2003年1月5日 - 12月7日） - 祇園藤次 役
  - 義経（2005年1月9日 - 12月11日） - 平知盛 役
  - 天地人（2009年1月4日 - 11月22日） - 上杉謙信 役
  - どうする家康（2023年1月8日 - 12月17日） - 武田信玄 役[27][28][29]
- 金曜ドラマ ジューン・ブライド（1995年4月14日 - 6月30日、TBS） - 鮫島聡 役
- 早乙女千春の添乗報告書 青森湯けむりツアー殺人事件（1996年1月15日、TBS）
- 金曜エンタテイメント 橋の雨（1996年7月19日、フジテレビ）
- 金曜時代劇 天晴れ夜十郎（1996年9月13日 - 1997年3月21日、NHK総合） - 主演・碑夜十郎 役
- 御家人斬九郎スペシャル（1997年、フジテレビ） - 音吉（若頭） 役
- 菅芒花的春天（1997年6月11日 - 1997年9月2日、民視） - 遠山 役
- 番茶も出花（1997年10月2日 - 1998年3月26日、TBS） - 竹下明生 役
- 成田離婚（1997年10月15日 - 12月17日、フジテレビ） - 北村卓哉 役
- 水曜ドラマの花束 鏡は眠らない（1997年10月22日 - 11月19日、NHK総合） - 原マルチノ 役
- 亀中教師ご一行様（1998年1月7日 - 2月25日、日本テレビ、『shin-D』枠）
- 愛、ときどき嘘（1998年4月8日 - 6月24日、日本テレビ） - 照井治 役
- ハッピーマニア（1998年7月8日 - 9月23日、フジテレビ） - 藤堂秀樹 役
- チェンジ!（1998年10月12日 - 12月14日、テレビ朝日、月曜ドラマ・イン） - 大垣伝介 役
- ニュースの女「第7話」（1998年、フジテレビ） - 片山護 役
- お水の花道（1999年1月6日 - 3月24日、フジテレビ） - 仁 役
  - 新・お水の花道「第12話（最終話） 永遠のナンバー1」（2001年6月25日）※ゲスト出演
- 週末婚（1999年4月9日 - 7月2日、TBS） - 大森純 役
  - 週末婚スペシャル（1999年10月1日）
- 恋愛結婚の法則（1999年7月7日 - 9月22日、フジテレビ） - 中嶋透 役
- Vの嵐（1999年10月11日 - 29日、フジテレビ）
- 結婚出来ない（1999年12月、日本テレビ、日本テレビ年末スペシャルドラマ）
- 眠狂四郎 雪の夜に私を殺して!狂四郎を愛し続けた女（1999年12月28日、テレビ朝日） - 榊龍之介 役
- 島田紳助の2000年に喝っ!スペシャル!! 幕末を駆け抜けた驚異のオレ流サラリーマン 最後のサムライ河井継之助（1999年、テレビ朝日、TV朝日年末スペシャルドラマ） - 主演・河井継之助 役
- 蒼天の夢 松陰と晋作・新世紀への挑戦（2000年1月1日、NHK総合、NHKお正月スペシャルドラマ） - 桂小五郎 役
- イマジン（2000年1月11日 - 3月21日、関西テレビ） - 本能寺俊彦 役
- YASHA-夜叉-（2000年4月21日 - 6月30日、テレビ朝日） - ケン・クロサキ 役
- TRICKシリーズ（2000年 - 2014年、テレビ朝日、【W主演：仲間由紀恵】） - 主演・上田次郎 役
  - TRICK（2000年7月7日 - 9月15日）
  - TRICK2（2002年1月11日 - 3月22日）
  - 木曜ドラマ TRICK（2003年10月16日 - 12月18日）
  - TRICK 新作スペシャル（2005年11月13日）
  - TRICK 新作スペシャル2（2010年5月15日）
  - TRICK 新作スペシャル3（2014年1月12日）
- 神様のいたずら（2000年10月10日 - 12月19日、関西テレビ） - 神谷秋彦 役
- HERO（2001年1月8日 - 3月19日、フジテレビ） - 芝山貢 役
- 金曜ドラマ 昔の男（2001年4月13日 - 6月29日、TBS） - 北沢迅人 役
- できちゃった結婚（2001年7月2日 - 9月10日、フジテレビ） - 川口英太郎 役
- アンティーク 〜西洋骨董洋菓子店〜（2001年10月8日 - 12月17日、フジテレビ） - 小早川千影 役
- バカ③兄弟（2001年12月29日）
- 金曜時代劇 五瓣の椿（2001年12月31日、NHK総合） - 青木千之助（与力） 役
- ウエディングプランナー SWEETデリバリー（2002年4月10日 - 6月26日、フジテレビ） - 小此木純 役
- マイリトルシェフ（2002年7月10日 - 9月11日、TBS） - 橘健作 役
- カネボウ木曜劇場 真夜中の雨（2002年10月10日 - 12月19日、TBS） - 泉田俊介 役
- 特命リサーチ200X II（2002年 - 2004年、日本テレビ） - 大澤亮 役
- ブラックジャックによろしく〜涙のがん病棟編〜（2003年1月3日、TBS） - 庄司直樹 役
- 最後の弁護人（2003年1月15日 - 3月19日、日本テレビ） - 主演・有働和明 役
- 土曜ワイド劇場 リカ（2003年3月1日、テレビ朝日） - 本間貴雄 役
- 日曜劇場 笑顔の法則（2003年4月13日 - 6月22日、TBS） - 桜井礼次郎 役
- 金曜エンタテイメント 夏のスペシャル ほんとにあった怖い話3「真夜中の徘徊者」（2003年9月5日、フジテレビ）
- アットホーム・ダッド（2004年4月13日 - 6月29日、関西テレビ） - 主演・山村和之 役
  - アットホーム・ダッド スペシャル（2004年9月29日）
- 日曜劇場 逃亡者 RUNAWAY（2004年7月18日 - 9月26日、TBS） - 峰島隆司 役
- X'smap〜虎とライオンと五人の男〜（2004年12月25日、フジテレビ） - 宇治卓 役
- 生き残れ（2005年5月14日、NHK総合） - 今井孝彦 役
- 金曜エンタテイメント 空中ブランコ（2005年5月27日、フジテレビ） - 主演・伊良部一郎 役
- ドラゴン桜（TBS） - 主演・桜木建二 役
  - 第1シリーズ（2005年7月8日 - 9月16日）
  - 第2シリーズ（2021年4月25日 - 6月27日）[注 3][32][33]
- 24時間テレビ 「愛は地球を救う」 小さな運転士 最後の夢（2005年8月27日、日本テレビ） - 主演・西田和宏 役
- 女の一代記 瀬戸内寂聴 出家とは生きながら死ぬこと（2005年11月24日、フジテレビ） - 小杉慎吾 役
- 月曜ミステリー劇場 高村薫ドラマスペシャル 「父が来た道」（2005年11月28日、TBS） - 主演・戸田慎一郎 役
- 結婚できない男（2006年7月4日 - 9月19日、関西テレビ） - 主演・桑野信介 役
  - まだ結婚できない男（2019年10月8日 - 12月10日、関西テレビ）[34]
- 遙かなる約束 アベシャーニェ 〜50年の時を超えた運命の愛〜（2006年11月25日、フジテレビ） - 蜂谷彌三郎 役
- 天国と地獄（2007年9月8日、テレビ朝日） - 戸倉碧 役
- CHANGE（2008年5月12日 - 7月14日、フジテレビ） - 韮沢勝利 役
- あの戦争は何だったのか 日米開戦と東條英機（2008年12月24日、TBS） - 石井秋穂 役
- 白い春（2009年4月14日 - 6月23日、関西テレビ） - 主演・佐倉春男 役
- 坂の上の雲（2009年11月29日 - 12月27日・2010年12月5日 - 26日・2011年12月4日- 25日、NHK総合） - 秋山好古 役
- 新参者（2010年4月18日 - 6月20日、TBS） - 主演・加賀恭一郎 役
  - 新春ドラマ特別企画「赤い指〜『新参者』加賀恭一郎再び!」（2011年1月3日、TBS） - 加賀恭一郎 役
  - 新春ドラマスペシャル “新参者”加賀恭一郎「眠りの森」（2014年1月2日、TBS） - 加賀恭一郎 役[35]
- 幸福の黄色いハンカチ（2011年10月10日、日本テレビ） - 主演・島勇作 役
- ステキな隠し撮り 完全無欠のコンシェルジュ（2011年11月5日、フジテレビ） - 長身の男 役
- ゴーイング マイ ホーム（2012年10月9日 - 12月18日、関西テレビ） - 主演・坪井良多 役
- 戦後70年 一番電車が走った（2015年8月10日、NHK総合） - 松浦明孝 役
- 下町ロケット（TBS） - 主演・佃航平 役
  - 2015年版（2015年10月18日 - 12月20日）[36]
  - 2018年版（2018年10月14日 - 12月23日）[37]
  - 新春ドラマ特別編（2019年1月2日）[38]
- スニッファー 嗅覚捜査官（2016年10月22日 - 12月3日、NHK総合） - 主演・華岡信一郎 役[39]
- 遙かなる山の呼び声（2018年11月24日、NHK BSプレミアム） - 主演・森山耕作 役[40]
  - 続 遙かなる山の呼び声（2022年9月17日、NHK BSプレミアム）[41]
- DCU〜手錠を持ったダイバー〜（2022年1月16日 - 3月20日、TBS） - 主演・新名正義 役[42]
- 日曜劇場 VIVANT（2023年7月16日 - 9月17日、TBS） - 野崎守 役[43][44]
- 水平線のうた（2025年3月1日・8日、NHK総合・BSP4K） - 主演・大林賢次 役[45]
- キャスター（2025年4月13日 - 6月15日、TBS） - 主演・進藤壮一 役[46]

### 配信ドラマ
出典:
- すべて忘れてしまうから（2022年9月14日配信開始、ディズニープラス） - 主演・ミステリー作家“M” 役[47][48][注 4]

### 映画
出典:
- はいからさんが通る（1987年12月12日公開、東映） - 伊集院忍 役
- YAWARA!（1989年4月15日公開、東宝） - 松田耕作 役
- 孔雀王 アシュラ伝説（1990年、東宝東和） - 主演・孔雀 役
- リング・リング・リング 涙のチャンピオンベルト（1993年、東映）
- プロゴルファー織部金次郎シリーズ（1993年 - 1998年、東映アストロ） - 正村周 役
  - プロゴルファー織部金次郎（1993年）
  - プロゴルファー織部金次郎2 パーでいいんだ（1994年）
  - プロゴルファー織部金次郎3 飛べバーディー（1995年）
  - プロゴルファー織部金次郎4 シャンク シャンク シャンク（1997年）
  - プロゴルファー織部金次郎5 愛しのロストボール（1998年）
- 凶銃ルガーP08（1994年、ヒーロー、※日本映画プロフェッショナル大賞特別賞受賞） - 主演・土井士郎 役
- 大阪極道戦争 しのいだれ（1994年、大映） - 島本忠男 役
- RAMPO（1994年6月25日公開、松竹） - 歌手 役
- ヤマトタケル（1994年7月9日公開、東宝） - ツクヨミ、八岐の大蛇 役
- サンクチュアリ（1995年4月22日公開、シネウェーブ、【W主演：永澤俊矢】） - 主演・浅見千秋 役
- 人でなしの恋（1995年10月28日公開、松竹、【W主演：羽田美智子】） - 主演・門野 役
- 女賭博師 花吹雪お涼（1996年、パル企画）
- 薔薇ホテル HOTEL ROSE（1996年、ゼリアス）
- 風のかたみ（1996年、岡本みね子事務所） - 蔵人少将・安麻呂 役
- 天才えりちゃん金魚を食べた（1997年、シネマ・ワークス） - お父さん 役（声の出演）
- 30 -thirty-（1997年、パル企画）
- タオの月（1997年11月29日公開、松竹） - 疾風 役
- フレンチドレッシング（1998年7月25日公開、大映） - 村井勝久 役
- 必殺! 三味線屋・勇次（1999年2月11日公開、松竹） - 髪結いの弥助 役
- ゴジラ2000 MILLENNIUM（1999年12月11日公開、東宝） - 片桐光男 役[5]
- 東京攻略（2000年、ギャガ・コミュニケーションズ、香港映画） - 伊藤組長 役
- 発狂する唇（2000年オメガ・プロジェクト） - 成本 役
- HYSTERIC（2000年、レジェント・ピクチャーズ）
- 新GONIN（2000年9月2日公開、ブーム） - 龍延明 役
- しあわせ家族計画（2000年9月16日公開、松竹） - 長谷川哲男（職人） 役
- RUSH!（2001年6月23日公開、スローラーナー） - 安藤 役
- プラトニック・セックス（2001年10月20日公開、東宝） - 石川秀行 役
- 血を吸う宇宙（2001年、オメガ・ピクチャーズ） - 成本 役
- トリック劇場版シリーズ（2002年 - 2014年、東宝、【W主演：仲間由紀恵】） - 主演・上田次郎 役
  - TRICK劇場版（2002年11月9日公開）
  - トリック劇場版2（2006年6月10日公開）
  - 劇場版TRICK 霊能力者バトルロイヤル（2010年5月8日公開）
  - トリック劇場版 ラストステージ（2014年1月11日公開）
- 監督感染「KENENN」（2003年、ギャガ・コミュニケーションズ）
- 花とアリス（2004年3月13日公開、東宝） - アリス母の連れの男 役
- 恋人はスナイパー 劇場版（2004年4月17日公開、東映） - 神宮児正午 役
- SURVIVE STYLE5+（2004年、東宝） - 催眠術師・青山 役
- 雨鱒の川（2004年11月13日公開、ミコット&バサラ） - 高倉士郎 役
- 鉄人28号（2005年3月19日公開、東宝） - 金田正一郎 役
- ハサミ男（2005年、メディアボックス） - 堀之内靖治 役
- 姑獲鳥の夏（2005年7月16日公開、日本ヘラルド映画） - 榎木津礼二郎 役
  - 魍魎の匣（2007年12月22日公開、ショウゲート）
- 奇談（2005年11月19日公開、ザナドゥー、【W主演：藤澤恵麻】） - 主演・稗田礼二郎 役
- サイレン 〜FORBIDDEN SIREN〜（2006年2月11日公開、東宝） - 土田圭 役
- 真救世主伝説 北斗の拳シリーズ（2006年 - 2008年、東宝） - 声優：主演・ケンシロウ 役
  - 真救世主伝説 北斗の拳 ラオウ伝 殉愛の章（2006年3月11日公開）
  - 真救世主伝説 北斗の拳 ラオウ伝 激闘の章（2007年4月28日公開）
  - 真救世主伝説 北斗の拳ZERO ケンシロウ伝（2008年10月4日公開）
- バルトの楽園（2006年6月17日公開、東映） - 伊東光康 役
- アジアンタムブルー（2006年11月25日公開、角川ヘラルド映画、【W主演：松下奈緒】） - 主演・山崎隆二 役
- バブルへGO!! タイムマシンはドラム式（2007年2月10日公開、東宝、【W主演：広末涼子】） - 主演・下川路功 役
- 大帝の剣（2007年4月7日公開、東映） - 主演・万源九郎 役
- 伝染歌（2007年8月25日公開、松竹） - ジェイク方丈 役
- HERO（2007年9月8日公開、東宝） - 芝山貢 役
- 自虐の詩（2007年10月27日公開、松竹、【W主演：中谷美紀】） - 主演・葉山イサオ 役
- チーム・バチスタの栄光（2008年2月9日公開、東宝、【W主演：竹内結子】） - 主演・白鳥圭輔 役
  - ジェネラル・ルージュの凱旋（2009年3月7日公開）
- チョコレート・ファイター:ช็อคโกแลต（2009年5月23日公開(日)、2008年2月6日公開(タイ)、タイ映画） - マサシ 役
- 隠し砦の三悪人 THE LAST PRINCESS（2008年5月10日公開、東宝） - 真壁六郎太 役
- 歩いても 歩いても（2008年6月28日公開、シネカノン） - 主演・横山良多 役
- 青い鳥（2008年11月29日公開、日活） - 主演・村内（先生） 役
- 死刑台のエレベーター（2010年10月9日公開、角川映画） - 主演・時籐隆彦 役
- 奇跡（2011年6月11日公開、ギャガ） - 坂上守 先生 役
- 天国からのエール（2011年10月1日公開、アスミック・エース） - 主演・仲宗根陽 役
- ステキな金縛り（2011年10月29日公開、東宝） - 速水悠 役
- 聯合艦隊司令長官 山本五十六（2011年12月23日公開、東映） - 山口多聞 役[50]
- 麒麟の翼 〜劇場版・新参者〜（2012年1月28日公開、東宝） - 主演・加賀恭一郎 役[51]
  - 祈りの幕が下りる時（2018年1月27日公開、東宝）
- テルマエ・ロマエ（2012年4月28日公開、東宝） - 主演・ルシウス・モデストゥス 役
  - テルマエ・ロマエII（2014年4月26日公開）
- メモリーズ・コーナー Memories Corner （2012年、フランス・カナダ合作、日本では2013年2月23日公開） - 石田 役
- カラスの親指（2012年11月23日公開、20世紀フォックス） - 主演・武沢竹夫 役
- つやのよる ある愛に関わった、女たちの物語（2013年1月26日公開、東映） - 主演・松生春二 役
- 柘榴坂の仇討（2014年9月20日公開、松竹） - 佐橋十兵衛 役
- ふしぎな岬の物語（2014年10月11日公開、東映） - 柏木浩司 役
- エヴェレスト 神々の山嶺（2016年3月12日公開、東宝） - 羽生丈二 役[52]
- 海よりもまだ深く（2016年5月21日公開、ギャガ） - 主演・良多 役[53]
- 疾風ロンド（2016年11月26日公開、東映） - 主演・栗林和幸 役[54]
- 恋妻家宮本（2017年1月28日公開、東宝） - 主演・宮本陽平 役[55]
- 海辺のリア（2017年6月3日公開、東京テアトル） - だった行男 役
- 空海-KU-KAI- 美しき王妃の謎（2018年2月24日公開） - 安倍仲麻呂 役[56]
- 北の桜守（2018年3月10日公開） - 江蓮徳次郎 役
- のみとり侍（2018年5月18日公開） - 主演・小林寛之進 役
- 夕霧花園（マレーシア映画、2019年11月29日台湾で公開、陳團英原作） - 主演・中村有朋 役
- HOKUSAI（2021年5月28日公開） - 蔦屋重三郎 役[57]
- 護られなかった者たちへ（2021年10月1日公開） - 笘篠誠一郎 役[58][59][60]
- とんび（2022年4月8日公開） - 主演・市川安男 役[61][62]
- 異動辞令は音楽隊!（2022年8月26日公開） - 主演・成瀬司 役[63][64]
- ショウタイムセブン（2025年2月7日公開） - 主演・折本眞之輔 役[65]
- キャンドルスティック（2025年7月4日公開） - 主演・野原 役[66]
- 俺ではない炎上（2025年9月26日公開予定） - 主演・山縣泰介 役[67]

### OV・OVA
- 2人のマジカル・ナイト（1991年5月17日）
- 神秘の街への招待状 黒衣の女たち/「恋のドッペルゲンガー」（1992年7月17日）
- 復讐の掟 ROUGE COP （1992年8月14日）
- 時代劇スペシャル 仕掛人・藤枝梅安 対決（1993年10月6日） - 小杉十五郎 役
- 素顔になりたい（1994年）
- 悪党図鑑（1994年7月22日）
- 悪党図鑑2 （1994年11月25日）
- 拳鬼（1995年7月、大映） - 竜門光一 役
- 狙われた女II （1995年9月25日）
- サンクチュアリ PART2（1995年12月28日） - 浅見千秋 役
- サンクチュアリ PART3 （1996年2月25日） - 浅見千秋 役
- 新GONIN2 極道番外地（2001年2月21日）
- 真救世主伝説 北斗の拳 ユリア伝（2007年） - ケンシロウ 役（声の出演）
- 真救世主伝説 北斗の拳 トキ伝（2008年） - ケンシロウ 役（声の出演）

### 舞台
出典:
- ある日どこかで（1992年）
- 熱海殺人事件〜モンテカルロイリュージョン〜（1993年 - 1996年、1998年、2002年）
- 新・地獄変（2000年）
- 持ち上げる人（2001年）
- 新・近松心中物語〜それは恋（2004年、2005年）
- 道元の冒険（2008年）
- コースト・オブ・ユートピア － ユートピアの岸へ（2009年）
- あべ一座「あべ上がりの夜空に」（2009年）
- シンベリン（2012年）
- ジュリアス・シーザー（2014年）
- 彩の国シェイクスピア・シリーズ『ヘンリー八世』（2020年、2022年）[69]

### ドキュメンタリー
- TV60関連特集 宇宙への挑戦（2013年8月17日、NHK BSプレミアム） - ナビゲーター
- ザ・プレミアム 超常現象（NHK BSプレミアム）[70] - ナビゲーター
  - 第1集 さまよえる魂の行方〜心霊現象〜（2014年1月11日）
  - 第2集 秘められた未知のパワー〜超能力〜（2014年1月18日）
- ローマ街道物語〜全長15万キロの旅〜（2014年5月 - 2015年10月、BSフジ） - ナレーション
- コズミックフロントΩ 宇宙誕生（2022年5月28日、NHK総合） - ナビゲーター

### バラエティ

#### TBS
- アッコにおまかせ!
- オールスター感謝祭
  - オールスター感謝祭'95超豪華!クイズ決定版この春お待たせ特大号（1995年4月1日）
  - オールスター感謝祭'99超豪華!クイズ決定版この春お待たせ特大号（1999年3月27日）
  - オールスター感謝祭'01超豪華!クイズ決定版21世紀最初の特大号（2001年3月31日）
  - オールスター感謝祭'10超豪華!クイズ決定版この春お待たせ特大号（2010年4月3日）
  - オールスター感謝祭'15秋チーム対抗サバイバル!クイズ王座決定戦!!（2015年10月3日）
  - オールスター感謝祭2018秋（2018年10月6日）
  - オールスター感謝祭2021春（2021年3月27日）
- ニンゲン観察バラエティ モニタリング（2025年4月10日）

#### フジテレビ
- とんねるずのみなさんのおかげでした
  - 新・食わず嫌い王決定戦

### CM
現在
- 積水化学工業 セキスイハイム「となりのハイムさん シリーズ」（2003年 - ）
- 九州通信ネットワーク→QTnet
  - BBIQ（2006年2月 - ）
  - QTMobile（2021年 - ）
- 日本コカ・コーラ
  - い・ろ・は・す（2009年5月 - 2018年  2023年）[71][72]
  - 檸檬堂（2019年10月 - 2024年）[73]
  - 綾鷹（2021年4月 - 11月）[74]
  - ファンタ プレミアレモン（2022年4月 - 2023年）
  - ボトルtoボトル（2023年5月 -  ）
  - やかんの濃麦茶 from 爽健美茶（2024年4月 - ）[75]
- 台湾コカ・コーラ「原萃™ 」（2017年 - ）- 台湾のみ
- クオン「ファンコミュニティクラウド『QON』サービス説明」篇（2019年7月 - ）[76]
- 味の素「Cook Do」
  - 「回鍋肉／父のこだわり」篇（2022年2月 - ）[77]
  - 「ひき肉入り麻婆豆腐用〈こどもの甘口〉早くないですよ」篇（2024年5月 - ）[78]
  - 「回鍋肉用・青椒肉絲用 米が止まらん」篇（2024年6月 - ）[79]
- 象印マホービン「炎舞炊き」（2022年5月 - ）[80]
- 第一三共ヘルスケア「ロキソニンEXテープ」（2022年5月 - ）
- ソニー損害保険「ソニー損保の男。」（2023年12月 - ）
- 芝浦機械「ALWAYS 芝浦マシーン」（2024年8月 - ）[81]

過去
- 明治乳業 「スイートストロベリー」
- 日産自動車「ブルーバード」- ティザー期のみ出演
- 日本コンタクトレンズ「O2フレッシュEX」
- ピップフジモト「エレキバン」
- 牛乳石鹸共進社「ONE DAY」（1988年）
- リプトンジャパン（1989年 - 1991年）
- ミノルタ「マックズーム90」（1990年）
- 永谷園「お茶漬け海苔」（1991年）
- NTTドコモ「ポケベル」（1996年）
- 松下電工「リニアシェーバー」（1996年）
- 日清食品「カップヌードル チキン&ペパー」（1996年）
- 王子製紙「ドレミ パワーガード」（1997年）
- トヨタ自動車
  - ナディア・タイプSU（1999年 - 2001年）
  - TOYOTOWN（2013年 - 2015年）
- 富士通「Infoweb」（1999年 - 2001年）
- ジョンソン・エンド・ジョンソン「REACH」（2000年 - 2015年）
- 郵政省「学資保険」（2000年）
- アリコジャパン「アリコ一家の人々 シリーズ」（2001年 - 2002年）
- バンダイビジュアル 「クレヨンしんちゃん 嵐を呼ぶ モーレツ!オトナ帝国の逆襲 DVD」（2002年）
- サッポロビール
  - 北海道生搾り（2003年）
  - ドラフトワン（2006年 - 2008年）
- ビザ・ワールドワイド・ジャパン「VISAカード」（2003年 - 2006年）
- 大塚食品「ボンカレー」（2003年 - 2004年）
- NTTレゾナント「Goo」（2004年）
- 参天製薬「サンテ40」（2004年 - 2010年）
- ポッカコーポレーション「ポッカコーヒー アロマックスブラック」（2005年）
- 第一生命 「新堂堂人生」（2007年3月24日 - 2008年）
- 東芝「ecoスタイル」（2007年10月 - 2009年）
- 三菱東京UFJ銀行→三菱UFJ銀行「カードローン バンクイック」（2009年7月 - 2022年7月）
- 伊藤ハム「The グランドアルトバイエルン」（2010年4月 - 2018年）
- 朝日新聞社「朝日新聞DIGITAL」（2011年 - 2012年）
- ジャパンゲートウェイ「Reveur」（2012年 - 2014年）-「テルマエ・ロマエ」とのコラボレーションCM
- 日本航空「JAL SKY SUITE 777」（2013年 - 2021年3月）
- 講談社「東野圭吾から阿部寛への手紙」（2014年）[82]
- ネクスト「HOME’S」（2014年）- 「テルマエ・ロマエll」とのコラボレーションCM
- つみき「Filmarks」（2014年）-「テルマエ・ロマエll」とのコラボレーションCM[83]
- 三菱UFJニコス「MUFGカード」（2016年）
- リクルート「ホットペッパービューティー」（2017年12月 - 2018年10月）[84][85][86]
- 三菱重工空調（2018年）- 台湾
- サンスターグループ
  - ガム・ウェルプラス「ペースト・リンス篇」「ペースト篇」（2020年3月 - 2021年）[87][88]
  - サンスター 口から始める健康習慣（2020年8月 - 2021年）[89]
- Uber Eats「トレーニング篇」（2020年8月 - 2021年）※山田孝之と共演。

### ラジオ
出典:
- 青春アドベンチャー 新宿鮫 氷舞（NHK-FM、1997年11月3日 - 11月14日放送。全10回。[90][91]） - 鮫島警部 役
- ビヒダス・レディオ・ハイスクール (FM横浜、1988年4月 - 9月)

## 受賞歴
1994年
- 第4回日本映画プロフェッショナル大賞 特別賞（『凶銃ルガーP08』､『大阪極道戦争・しのいだれ』）

2001年
- 第30回ザテレビジョンドラマアカデミー賞 助演男優賞（『できちゃった結婚』）
- 第39回ギャラクシー賞 テレビ部門 個人賞（『できちゃった結婚』､『アンティーク 〜西洋骨董洋菓子店〜』､『五瓣の椿』）

2002年
- ニフティ映画大賞2002 助演男優賞（『トリック劇場版』）

2004年
- 第42回ザテレビジョンドラマアカデミー賞 助演男優賞（『逃亡者 RUNAWAY』）

2005年
- 第46回ザテレビジョンドラマアカデミー賞 主演男優賞『ドラゴン桜』

2006年
- 第50回ザテレビジョンドラマアカデミー賞 主演男優賞『結婚できない男』

2008年
- 第63回毎日映画コンクール 男優主演賞（『青い鳥』､『歩いても歩いても』）

2009年
- 第61回ザテレビジョンドラマアカデミー賞 主演男優賞（『白い春』）

2012年
- 第20回橋田賞（『坂の上の雲』他）
- 第34回ヨコハマ映画祭 主演男優賞（『テルマエ・ロマエ』）
- 第55回ブルーリボン賞 主演男優賞（『麒麟の翼 〜劇場版・新参者〜』､『テルマエ・ロマエ』､『カラスの親指』）
- 第36回日本アカデミー賞 最優秀主演男優賞（『テルマエ・ロマエ』）
- 第4回日本シアタースタッフ映画祭 主演男優賞（『テルマエ・ロマエ』）

2015年
- 第38回日本アカデミー賞
  - 優秀主演男優賞（『ふしぎな岬の物語』）
  - 優秀助演男優賞（『柘榴坂の仇討』）

2016年
- 第87回ザテレビジョンドラマアカデミー賞 主演男優賞（『下町ロケット』）
- 京都国際映画祭2016 三船敏郎賞
- 東京ドラマアウォード 2016 主演男優賞（『下町ロケット』）

2021年
- 第108回ザテレビジョンドラマアカデミー賞 主演男優賞（『ドラゴン桜』）

2022年
- 第45回日本アカデミー賞 優秀助演男優賞（『護られなかった者たちへ』）
- 第35回日刊スポーツ映画大賞・石原裕次郎賞 主演男優賞（『とんび』、『異動辞令は音楽隊!』）

2023年
- 第16回アジア・フィルム・アワード Excellence in Asian Cinema Award
- 第117回ザテレビジョンドラマアカデミー賞 助演男優賞（『VIVANT』）

## 書籍
- アベちゃんの悲劇（1998年、集英社）ISBN 4083330058
- アベちゃんの喜劇（2002年、集英社）ISBN 4086500167
- どんと来い!超常現象（2002年、上田次郎著・学習研究社）ISBN 4054017622 - 『TRICK』の役名での著書の体裁をとっており、作中にも同じ表題の書籍が登場するが、これはあくまで同作劇場版のムック本である。
- なぜベストを尽くさないのか（2004年、上田次郎著・学習研究社）ISBN 4054025285 - 上記ムックの第2弾。
- キネマ旬報 2007年5月上旬号 阿部寛特集（キネマ旬報社）[111]

セーターブック
- 『阿部寛セーターベスト10』雄鶏社(1990年)ISBN 978-4277131391
- 『阿部寛僕の好きなセーター』雄鶏社 (1992年)ISBN 978-4277131650

## 作品

### アルバム
- ABE（1988年、東芝EMI） RT28-5330
- RAMPOサウンドトラック #5 オール・オブ・ミー（日本コロムビア）
- 『I love you & I need you ふくしま』（2011年）『猪苗代湖ズ』 ※神奈川県人としてPV出演